# Ellen Meliesie
Elisabeth Johanna Wilhelmina Meliesie –conocida como Ellen Meliesie– (Zwolle, 2 de enero de 1963) es una deportista neerlandesa que compitió en remo.
Ganó tres medallas en el Campeonato Mundial de Remo entre los años 1986 y 1993. Participó en los Juegos Olímpicos de Atlanta 1996, ocupando el sexto lugar en la prueba de doble scull ligero.

## Palmarés internacional
| Campeonato Mundial | Campeonato Mundial       | Campeonato Mundial | Campeonato Mundial |
| Año                | Lugar                    | Medalla            | Prueba             |
| ------------------ | ------------------------ | ------------------ | ------------------ |
| 1986               | Nottingham (Reino Unido) | Medalla de plata   | Doble scull ligero |
| 1988               | Milán (Italia)           | Medalla de oro     | Doble scull ligero |
| 1993               | Račice (República Checa) | Medalla de bronce  | Doble scull ligero |